# Alkalos
Alkalos är ett sjukdomstillstånd som inträffar då det arteriella blodets pH-värde stiger över 7,45.  Alkalos kan vara respiratorisk och metabol; båda kan i princip förekomma samtidigt. 
Motsatsen, det vill säga när pH-värdet sjunker, kallas acidos.

## Respiratorisk alkalos
Respiratorisk alkalos inträffar när lungorna alltför effektivt gör sig av med den koldioxid som finns i blodet, exempelvis vid hyperventilation. Hyperventileringen leder till lägre halter av löst koldioxid i blodet, vilket i sin tur leder till högre pH. Vid respiratorisk alkalos förekommer ofta hypokalcemi som är ett tillstånd då halten av kalciumjoner i blodet sjunker till en onormal nivå. 
Respiratorisk alkalos förekommer oftast i samband med stress och ångestsjukdomar. Behandling i akutskedet syftar till att återföra koldioxid till patienten. Lämplig metod i detta läge är att låta patienten andas med en papperspåse framför mun/näsa. 
Likaså kan personen få ta små klunkar av vatten, detta för att häva hyperventilationen och tvinga personen indirekt att andas långsammare i samband med sväljreflexen. Att tillsammans med patienten andas in genom näsan och ut igenom munnen och be patienten följa ens eget andningsmönster kan också vara en god förstahandsåtgärd. Dessa åtgärder tillsammans med gott omhändertagande har mycket god effekt.

## Metabolisk alkalos
Metabol alkalos kan uppstå exempelvis vid ihållande kräkningar i samband med olika sjukdomstillstånd. Vid uppkastning av maginnehåll uppstår en störning i kroppens syrabas-balans därför att vätejoner avlägsnas från kroppen, vilket leder till ett nettotillskott av bikarbonat som höjer blodets pH.